# Bronisław Karwecki
Bronisław Karwecki (ur. 13 maja 1912 w Pocewiczach, zm. 11 listopada 1998 w Gdańsku) – polski wioślarz, olimpijczyk z Berlina 1936.
Na igrzyskach olimpijskich w 1936 roku wystartował w czwórkach ze sternikiem (partnerami byli: Władysław Zawadzki, Stanisław Kuryłłowicz, Witalis Leporowski, Jerzy Walerian Skolimowski (sternik). Polacy odpadli w repasażach.
Reprezentował barwy WKS „Śmigły” Wilno. Podczas II wojny światowej w AK. Po wojnie więziony.
Pochowany na Cmentarzu św. Ignacego w Gdańsku (kwatera 2).

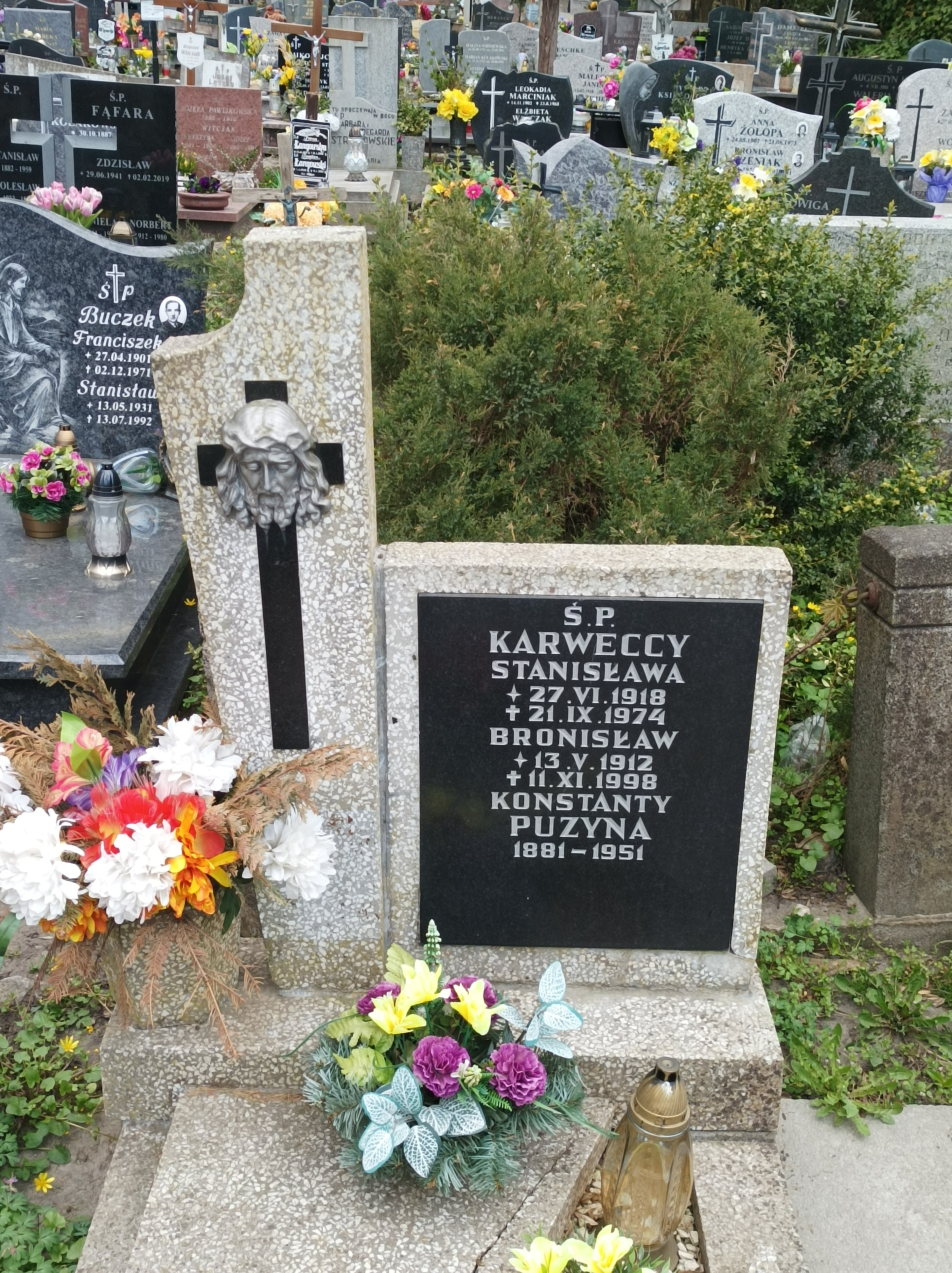
Grób Bronisława Karweckiego w Gdańsku